# (10633) Akimasa
(10633) Akimasa (1998 DP1) – planetoida z pasa głównego asteroid okrążająca Słońce w ciągu 3,85 lat w średniej odległości 2,46 j.a. Odkryta 20 lutego 1998 roku.